# Costa-Rica-Zwergkauz
Der Costa-Rica-Zwergkauz oder Costa Rica-Sperlingskauz (Glaucidium costaricanum) ist eine kleine Eulenart aus der Gattung der Sperlingskäuze. Er kommt ausschließlich in Zentralamerika vor.

## Erscheinungsbild
Der Costa-Rica-Zwergkauz erreicht eine Körpergröße von etwa 15 Zentimetern. Federohren fehlen. Der Gesichtsschleier ist blassbraun bis gelblich braun mit rötlichen Flecken und feinen Streifen, die von den Augen ausgehend zum Rand des Gesichtsschleiers verlaufen. Die Augenbrauen sind weißlich. Im Nacken hat er – wie alle Sperlingskäuze – ein Occipitalgesicht, das bei dieser Art aber besonders stark ausgeprägt ist. Das Rückengefieder ist leicht gefleckt, das Gefieder der Körperunterseite ist weißlich. Die Brustseiten sind ebenso wie der Unterbauch gefleckt. Die Vorderbrust weist jedoch einen großen Bereich auf, der ohne dunklere Abzeichen ist.
Verwechselungsmöglichkeiten bestehen unter anderem mit dem Guatemalazwergkauz, der aber insgesamt etwas rötlich ist. Der Gnomenzwergkauz ist auf der Körperoberseite stärker graubraun. Der Graukopf-Zwergkauz ist kleiner und hat einen graubraunen, gefleckten Kopf.

## Verbreitungsgebiet und Lebensraum
Das Verbreitungsgebiet des Costa-Rica-Zwergkauzes reicht von der Mitte Costa Ricas bis in den Westen Panamas. Inwieweit diese Art auch im Osten Panamas vorkommt, ist nicht sicher. Der Costa Rica-Sperlingskauz ist ein Standvogel, der Berg- und Nebelwälder besiedelt. Seine Höhenverbreitung reicht von 900 Meter über NN bis zur Baumgrenze.

## Lebensweise
Der Costa-Rica-Zwergkauz ist teilweise tagaktiv. Sein Nahrungsspektrum besteht überwiegend aus Insekten und anderen kleinen Wirbeltieren. Dazu gehören auch kleine Vögel, kleine Säuger und Reptilien. Er jagt normalerweise von einer Ansitzwarte aus. Als Nistgelegenheit nutzt er überwiegend alte Spechthöhlen. Seine Fortpflanzungsbiologie ist aber ansonsten noch nicht sehr gut untersucht.

## Belege

### Einzelbelege
1. ↑  König et al., S. 400
2. ↑  König et al., S. 401